# Ponzano Veneto
Ponzano Veneto ist eine nordostitalienische Gemeinde comune mit 13.005 Einwohnern (Stand 31. Dezember 2023) in der Provinz Treviso in Venetien. Der Verwaltungssitz befindet sich im Ortsteil Paderno. Die Gemeinde liegt etwa 6 Kilometer nordwestlich von Treviso und etwa 31 Kilometer nordwestlich von Venedig.

## Geschichte
Ponzano Veneto wird im August 1077 in einem Kaufvertrag der Familie Ezzelini über Land erwähnt.
Seit 1807 besteht die Gemeinde, bis 1868 war der Name allein Ponzano.

## Wirtschaft und Verkehr
Ponzano Veneto ist der Stammsitz der Benetton Group. Die Verwaltung ist teilweise in der Villa Minelli untergebracht. Die Gemeinde liegt etwas südlich der Via Postumia (der heutigen Strada Provinciale 102).